# Bərğov
Bərğov (also, Bərqov) là một làng đô thị thuộc vùng Quba của Azerbaijan. 